# Svetlana Beriosova
Svetlana Nikolayevna Beriosova (en russe : Светла́на Никола́евна Берёзова) aussi épelée Beriozova or Beryozova, née le 24 septembre 1932 et morte le 10 novembre 1998 à Londres, est une danseuse de ballet russe naturalisée britannique. Elle a dansé pour le Royale Ballet pendant plus de 20 ans.

## Jeunesse
Fille  de Nicolas Beriosoff-Beržaitis (ru), un danseur de ballet lituanien d'origine russe qui travaille alors au théâtre national d'opéra et de ballet de Kaunas (lt), Svetlana Beriosova naît le 24 septembre 1932 à Biržai ou Kaunas, selon les sources. La famille déménage aux États-Unis en 1940 où elle apprend la danse avec ses parents. Sa mère décède quand elle a dix ans.

## Carrière
Elle fait ses débuts professionnels à quatorze ans en 1947 au Ottawa Ballet Company de Nesta Toumine (en). En 1952, après être apparue dans plusieurs compagnies importantes, dont le Grand Ballet de Monte Carlo en 1947 et le Metropolitan Ballet (en) en 1948-1949, elle rejoint le Sadler's Wells Ballet (aujourd'hui The Royal Ballet) comme soloist puis y devient prima ballerina en 1955.
Elle est connue pour ses interprétations, qualifiées dans le Dictionnaire de la danse de Larousse de « délicieuses » qui « font preuve d'une grande fantaisie naturelle », des rôles de First Hand du Beau Danube (de) en 1949 et de Swanilda de Coppélia en 1951.

## Vie privée
Elle commence en 1956 une relation avec le psychanalyste Masud Khan, alors marié avec Jane Shore. Peu après son divorce, ils se marient le 23 janvier 1959.
Elle est la marraine de Emma Walton Hamilton (en), la fille de Tony Walton et de Julie Andrews dont elle est une amie proche.

### Article de presse
- (en) Nadine Meisner, « Obituary : Svetlana Beriosova », The Independent,‎ 13 novembre 1998 (lire en ligne).
- (en) Jennifer Dunning, « Svetlana Beriosova, Ballerina With Royal Ballet, Dies at 66 », The New York Times,‎ 13 novembre 1998 (lire en ligne).